# Naučná stezka J. D. Matejovie
 Naučná stezka J. D. Mateovie (slovensky Náučný chodník J. D. Matejovie) se nachází ve východní části pohoří Velká Fatra na Slovensku. Naučná stezka se nachází na katastru vesnice Staré Hory v okrese Banská Bystrica v Banskobystrickém kraji. Prochází okolo CHA Dekrétov porast a PP Majerova skala. Stezka je zaměřena na lesní hospodářství. Pojmenována je po slovenském lesníku Jozefu Decrettovi Matejovie.

## Seznam naučných tabulí
- Dolný Jelenec – Staré Hory
- Lesnícky náučný chodník J. D. Matejovie
- Kaskády vodných diel Motyčky – Dolný Jelenec – Staré Hory
- Lesné požiare
- Kolomaznička
- Pomník SNP Mor ho
- Prof. Ing. Dr. Leo Skatula 1889-1974
- Horný Jelenec
- Dolinka Chytrô
- Vlčie Diery
- Rybô
- Smrekovcové podrasty
- Horská osada Prašnica
- Majerova skala

Dolný Jelenec - Špania dolina
- Lesnícky náučný chodník J. D. Matejovie
- Horáreň Jelenská
- Bunker pod Jelenskou skalou
- Hospodárske spôsoby
- Zaniknutý vodovod